# Salineño
Salineño è un census-designated place (CDP) degli Stati Uniti d'America della contea di Starr nello Stato del Texas. La popolazione era di 201 abitanti al censimento del 2010. Il nome è stato cambiato nel 2008, aggiungendo una tilde sulla seconda n.

## Geografia fisica
Salineño è situata a 26°31′03″N 99°06′43″W (26.517553, -99.112058).
Secondo lo United States Census Bureau, il CDP ha una superficie totale di 0,18 km², dei quali 0,18 km² di territorio e 0 km² di acque interne (0% del totale).

## Società

### Evoluzione demografica
Secondo il censimento del 2010, la popolazione era di 201 abitanti.

### Etnie e minoranze straniere
Secondo il censimento del 2010, la composizione etnica del CDP era formata dal 98,01% di bianchi, lo 0% di afroamericani, lo 0% di nativi americani, lo 0% di asiatici, lo 0% di oceanici, l'1% di altre razze, e l'1% di due o più etnie. Ispanici o latinos di qualunque razza erano il 93,53% della popolazione.